# Springfields
Ne pas confondre avec la ville fictive de Springfield (Les Simpson) dans la série TV.
Springfields est une usine de fabrication de combustible nucléaire (à base d'uranium) située à Salwick, un village situé entre les villes de Preston et Blackpool dans le Lancashire, au nord-ouest de l'Angleterre. 
L'usine est exploitée par la société Springfields Fuels Limited, filiale de Westinghouse Electric UK Limited, qui a signé un bail de 150 ans avec l'Autorité britannique de démantèlement nucléaire.
Depuis sa construction sur le site d'une usine de munitions en 1946, elle a été exploitée et gérée par un certain nombre d'organisations différentes, dont l'Autorité britannique de l'énergie atomique et British Nuclear Fuels Limited. Le combustible nucléaire est fabriqué pour les centrales nucléaires du Royaume-Uni et pour des clients internationaux. 
Le site réalise plusieurs activités : 
- la conversion en hexafluorure d'uranium (UF6) d'oxyde d'uranium produit à l'usine canadienne de Blind River pour en faire du combustible nucléaire (ce qui nécessite encore un éventuel enrichissement de l'uranium à l'usine Urenco de Capenhurst). Jusqu'en août 2014[1], ce même site réalisait aussi le raffinage de  concentrés d'uranium produits dans des mines d'uranium.
- la production de poudre d'oxyde d'uranium et de pastilles de combustible nucléaire, notamment pour les réacteurs avancés refroidis au gaz ou les réacteurs à eau légère.
- le démantèlement nucléaire
- des recherches sur la conception et la fabrication de combustibles nucléaires.

## Historique
En 1946, l'activité de production de combustible nucléaire démarre sur le site d'une usine de munitions, pour contribuer à la création de l'Arsenal nucléaire du Royaume-Uni. Le site importe du yellow cake provenant des mines d'uranium pour le raffiner et le transformer afin de produire du combustible nucléaire.
En 1948, Springfields a produit son premier combustible à base d'uranium : il s'agissait alors d'uranium métallique pouvant servir de combustible pour les réacteurs Magnox de première génération au Royaume-Uni, au Japon et en Italie.
En 1971, dans le cadre de la loi sur l'administration de l'énergie atomique (Atomic Energy Authority Act), l'Autorité britannique de l'énergie atomique transfère la responsabilité du site de Springfields à la société privée British Nuclear Fuels Limited (BNFL).
En 2002, le site emploie 1 200 personnes.
En 2005, l'entreprise minière canadienne Cameco et Westinghouse ont signé un contrat de 10 ans pour convertir 5 milliers de tonnes d'uranium par an à l'usine de conversion de Springfields. Pour des raisons économiques et environnementale, l'usine de Springfields abandonne donc le raffinage par extraction humide et désormais elle importe et convertit du trioxyde d'uranium (UO3) provenant de la raffinerie d'uranium de Blind River au Canada.
En 2014, Cameco et Westinghouse ont annoncé qu'ils vont mettre un terme à leur contrat avec Springfields Fuels Limited le 31 décembre. Environ 100 emplois sont menacés sur le site.
Le 19 décembre 2014, Westinghouse et EDF ont renouvelé leur accord de livraison de combustible nucléaire pour les centrales nucléaires françaises. Le combustible livré par Westinghouse à EDF est converti à l'usine de Springfields.